# Памятник воинам-землякам (Беченча)
«Памятный знак в честь воинов-земляков, погибших в годы Великой Отечественной войны» — мемориальный памятник, посвящённый памяти воинов погибших в годы Великой Отечественной войны в селе Беченча, Беченчинского наслега, Ленского улуса, Республики Саха (Якутия). Памятник истории и культуры регионального значения.

## Общая информация
После победоносного окончания Великой Отечественной войны в городах и сёлах республики Якутия стали активно возводить первые памятники и мемориалы, посвящённые павшим солдатам. Памятник воинам-землякам был установлен в селе Беченча Беченчинского наслега Ленского улуса в 1972 году по улице Советской.

## История
По архивным сведениям и документам, в годы Великой Отечественной войны из Беченчинского наслега более 160 человек были призваны на фронт, многие погибли и пропали без вести. Зачинателем снайперского движения в начале войны был уроженец села Беченча, метский стрелок, снайпер, студент Ленинградского театрального института Егор Мыреев, уничтоживший более 60 фашистов. Посмертно был награжден орденом Красной Звезды. Его именем названа улица в родном селе, его имя в 1998 году присвоено Беченчинской средней школе, ему установлен и открыт памятник.

## Описание памятника
Мемориальный комплекс представляет собой композицию из нескольких архитектурных элементов: обелиск и две мемориальные стелы с именами воинов-участников ВОеликой Отечественной войны. Обелиск возведён в форме горящего факела с усеченным верхом. Высота этого элемента 4,6 метра. В верхней части он имеет ширину в 130 см, в нижней части он гораздо уже — 42 см. Двусхступенчатое основание находится под обелиском. На обелиске установлена мраморная плита, на которой выгравирован орден Победы и нанесена надпись «Слава воинам-землякам». Внизу обелиска размещена прямоугольная мраморная плита чёрного цвета, на которой изображён портрет участника Великой Отечественной войны Саморцева Захара Иннокентьевича.
С обеих сторон от основного обелиска установлены две стелы. В верхней части этих стел нанесены надписи: на левой — «Кинилэр ааттара умнуллубат», на правой — «Их имена бессмертны». На каждой из стел установлены по 7 гранитных плит с именами 198 участников Великой Отечественной войны. Эти гранитные памятные плиты размещены в специальном углублении — нише. Сами стелы выполнены из железобетона и облицованы керамическими плитками серовато-сиреневого цвета. Мемориальный комплекс огорожен металлическим забором.
В соответствии с Приказом Министерства культуры и духовного развития Республики Саха (Якутия) "Об утверждении границ территории объекта культурного наследия регионального значения «Памятник воинам-землякам, погибшим в годы Великой Отечественной войны (1941—1945), 1972 г.», памятник внесён в реестр объектов культурного наследия народов Российской Федерации и охраняется государством.